# 男生男生配
《男生男生配》，英語： 為哈哈台 旗下節目品牌「哈茲咖囍」與GagaOOLala攜手合作，共同推出主打真實無腳本的台灣首部大型男同志實境戀愛節目
。首播於2023年10月14日在GagaOOLala上架。2024年3月5日於TLC播出，成為電視頻道史上第一個台灣大型同志戀綜實境節目
首映於2023高雄電影節、台北酷兒影展登場
。
主題曲由Ray 黃霆睿所演唱的《With U》
。

## 節目內容
節目組透過線上徵選，最終選出8位男生，進行六天五夜的相處。在戀愛小屋裡，透過與不同對象的約會，熟悉彼此並互相交流心意，入住期間每個晚上，都能用公用的電話打給自己心儀的對象，無論是提問或是表白，其中亦有嘉賓出任戀愛導師。

## 出演者
| 姓名   | 職業                       | 備註       |
| ------ | -------------------------- | ---------- |
| 波波   | 上班族                     |            |
| 世豐   | 劇場工作者                 |            |
| NIO    | 創作歌手                   |            |
| Gino   | 保險業務主管               |            |
| 冠瑜   | 體適能教練                 |            |
| 艾瑞瑞 | 歌手、髮型師               |            |
| 蘇蘇   | 自由健身教練、性影像創作者 | 第三集加入 |
| 家夯   | 平面設計、攝影師           | 第三集加入 |

## 集數
| 集數 | 標題                        | 播出日期       | 備註                                                 |
| ---- | --------------------------- | -------------- | ---------------------------------------------------- |
| 1    | 請大家好好戀愛吧            | 2023年10月14日 | 選手機分房，桌布一樣為室友                           |
| 2    | 抽到跟他出去就很開心        | 2023年10月21日 |                                                      |
| 3    | 戀愛節目不能講角色？        | 2023年10月21日 | 兩位新成員入住                                       |
| 4    | 你要繼續跟我睡了            | 2023年10月28日 | 比賽選擇新室友                                       |
| 5    | 你不小心說漏了什麼嗎        | 2023年11月4日  | 神秘嘉賓阿爆登場                                     |
| 6    | 今天是我最喜歡的一天        | 2023年11月11日 |                                                      |
| 7    | 再待下去我會越來越難過      | 2023年11月18日 |                                                      |
| 8    | 沒辦法用同樣的方式喜歡他    | 2023年11月25日 | 投票日，每個人可以投下「離開票」，也有一張「挽留票」 |
| 9    | I think I'm in love with U. | 2023年12月2日  |                                                      |
| 10   | 我最後選擇的是......        | 2023年12月9日  | 最終配對日                                           |

- 番外篇於2024年2月20日哈茲咖囍YouTube上播出 《Gino冠瑜過夜約會！》

## 歌曲
| 曲別   | 歌名   | 演唱者 | 備註 |
| ------ | ------ | ------ | ---- |
| 主題曲 | With U | 黃霆睿 |      |

## 外部連結
- 《男生男生配》的Instagram帳戶
- YouTube上的《男生男生配》哈茲咖囍頻道
- GagaOOLala官方網站 （需於指定地區播放）